# Ellen Hamlin
Ellen Vesta Emery Hamlin, née le 14 septembre 1835 à Minot (Maine) et morte le 1er février 1925 à Bangor (Maine), est la seconde épouse du vice-président des États-Unis Hannibal Hamlin qui avait servi dans la première administration du président Abraham Lincoln. Ils se marièrent en 1855, un an après la mort de sa première femme, Sarah Jane Emery, qui était également sa demi-sœur. Elle eut deux enfants de Hannibal Hamlin : Hannibal Emery, qui devint plus tard procureur général du Maine, et Frank,. Hamlin avait déjà quatre enfants de son premier mariage, George, Charles, Cyrus et Sarah Hamlin Batchelder.